# كلب الصيد
كلب الصيد هو الكلب المُعلَّم على الصيد، ويوجد عدة أنواع من كلاب الصيد، من أشهرها سلوقي والـ (hound) والـ (Terrierà).

## السلالات والقدرات المستخدمة في الصيد
للحصول على قائمة بالسلالات من كل نوع، راجع المقالات التفصيلية لكل فئة:
| الفئة الرئيسية | فئه فرعيه | المثال | موجز |
| -------------- | --- | --- | --- |
| الصيد          | وتنقسم كلاب الصيد كذلك إلى كلاب صيد اعتماداً علي البصر وكلاب صيد اعتماداً علي الروائح وكلاب صيد اعتماداً على الحس الأساسي المستخدمة لتحديد موقع الجحور. والعديد من الثدييات مثل جاك رابيتس، الراكون، القيوط، الغزلان، والحيوانات المفترسة الكبيرة الأخرى يتم اصطيادها مع الصيد. | وتنقسم كلاب الصيد كذلك إلى كلاب صيد اعتماداً علي البصر وكلاب صيد اعتماداً علي الروائح وكلاب صيد اعتماداً على الحس الأساسي المستخدمة لتحديد موقع الجحور. والعديد من الثدييات مثل جاك رابيتس، الراكون، القيوط، الغزلان، والحيوانات المفترسة الكبيرة الأخرى يتم اصطيادها مع الصيد. | وتنقسم كلاب الصيد كذلك إلى كلاب صيد اعتماداً علي البصر وكلاب صيد اعتماداً علي الروائح وكلاب صيد اعتماداً على الحس الأساسي المستخدمة لتحديد موقع الجحور. والعديد من الثدييات مثل جاك رابيتس، الراكون، القيوط، الغزلان، والحيوانات المفترسة الكبيرة الأخرى يتم اصطيادها مع الصيد. |
| الصيد          | الصيد | ويبيت | كلاب ويبيت طويلة القامة وهزيلة تستخدم في الصيد، وتكييفها لبراعتها البصرية والسرعة. ويسمى أسلوبهم مطاردة تدريبية، حيث يتم رؤية فريسته من مسافة بعيدة، ومطاردتها، واصطيادها. [بحاجة لمصدر] |
| الصيد          | كلاب صيد الروائح | كلب صيد | كلاب صيد الروائح هي كلاب الصيد التي تصطاد في المقام الأول من قبل الرائحة. وتستخدم لتعقب وقتل الفريسة في بعض الأحيان. يصطادون في حزم. بعض هذه السلالات لديها النباح العميق وتستخدمه عند اتباع طريق رائحة ما. |
| الصيد          | جواس | جواس | هجنت كلاب جواس خصيصاً للصيد. |
| الكلاب بندقية  | وتستخدم كلاب البندقية في المقام الأول من قبل الصيادين باستخدام البنادق. وتصنف الكلاب بندقية كما المستردون، سبانيلز، وسلالة بوينتر | وتستخدم كلاب البندقية في المقام الأول من قبل الصيادين باستخدام البنادق. وتصنف الكلاب بندقية كما المستردون، سبانيلز، وسلالة بوينتر | وتستخدم كلاب البندقية في المقام الأول من قبل الصيادين باستخدام البنادق. وتصنف الكلاب بندقية كما المستردون، سبانيلز، وسلالة بوينتر |
| الكلاب بندقية  | المستردون | تشيسابيك باي المسترد | اتشيسابيك باي تصنف على أنها سبانيل المياه، دور المسترد الرئيسي هو العثور على فريسة التي تم إطلاق النار عليهم والعودة إلى الصياد. قد تكون قادرة على اتباع أوامر اليد وكلام الصياد والصفارة علي معرفة مكان الطيور التي سقطت. وعادة ما يكون لها كمامات كبيرة ولطيفة. |
| الكلاب بندقية  | سيتير | سيتير الإنجليزي | سيتير لها تاريخ طويل كالكلاب بندقية المرتفعات. يبدو أن لديهم قدرة أساسية لتحديد مكان ونقطة وجود طيور المرتفعات. |
| الكلاب بندقية  | سبانيلز | الإنجليزي كوكر سبانيل | وقد استخدمت السبانيلز للصيد لمئات السنين.يتم استخدام سبانيل فلاشينغ لتحديد موقع الفريسة للصياد. |
| الكلاب بندقية  | المستردون | بوينتر ألماني قصير الشعر | بوينتر هي كلاب مدربة على تحديد موقع ومكان الحيوانات الصغيرة مما يسمح للصياد على الاقتراب واصطياد الفريسة. السلالات التي لها مدى أكبر في تحديد الموقع من السبانيل. |
| الكلاب بندقية  | البطباط | بطباط | البطباط هي فئة فرعية من المستردين. عادة، هم السباحين الأقوياء مع قوة تحمل كبيرة جداً ويتم تربيتها لاصطياد جميع أنواع الطيور المائية كالبط. |
| فيستسً          | فيستسً | فيست | فيست هي كلاب صغيرة التي تصطاد حيوانات صغيرة، وخاصة السناجب، بطريقة مماثلة لكلاب الصيد الكبيرة صيد الراكون. فيست يقود المطاردة في حزم، و"النباح حتى" على الأشجار لتنبيه الصياد. تم تطوير الكلاب في جنوب الولايات المتحدة . |
| كلاب ترير      | كلاب ترير | ترير | وتستخدم الكلاب لاصطياد الثدييات الصغيرة. الكلاب تحدد موقع دن أو مجموعة من الحيوان الهدف ثم تحاصرهم، وتقوم بالتقاطهم أو قتلهم.الصيادون الذين يستخدمون الكلاب يشار إليها باسم الرعاه. |
| الطبع          | الطبع | كلب كاتاهولا ليوبارد | الشم مطاردة بالنسبة إلى الكلاب، على الرغم من اصطياد حيوانات كبيرة عادة. وتستخدم الوساة لاصطياد الراكون، وكذلك الخنازير البرية وغيرها من الثدييات الكبيرة. |
| داشهند         | داشهند | داشهند | تم تربية داشهند القياسية لرائحة ومطاردة وطرد الغرر والثعالب وغيرها من الحيوانات التي تعيش في الجحور، في حين تم تطوير داشهند مصغر لاصطياد فريسة أصغر مثل الأرانب. في الغرب الأمريكي كما أنها استخدمت لاصطياد الكلاب المرج. في أوروبا وتستخدم على نطاق واسع لصيد الغزلان والخنازير وأصغر حيوان مثل الأرانب. كما أنها تستخدم لتعقب الحيوانات المصابة بعد حوادث السيارات على سبيل المثال. وداشهند هو أيضا سلالة معتمدة فقط من الكلاب المستخدمة للاصطياد فوق وتحت الأرض. [بحاجة لمصدر] |

## معرض الصور
|  |  |  |